# Theodor Schmalz

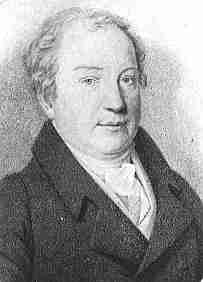
Theodor Anton Heinrich Schmalz, Erster Rektor der Berliner Universität

Theodor Anton Heinrich Schmalz (geboren 17. Februar 1760 in Hannover; gestorben 20. Mai 1831 in Berlin) war ein deutscher Kameral- und Rechtswissenschaftler. Er war ein Schwager Gerhard von Scharnhorsts.

## Leben
Er besuchte das Athenaeum Stade, studierte von 1777 bis 1780 Theologie, wurde danach Hofmeister und studierte Rechtswissenschaft. Ab 1785 Privatdozent in Göttingen, promovierte er an der Universität Rinteln und wurde dort 1787 außerordentlicher und 1788 ordentlicher Professor der Rechte.
1788 wurde er nach Königsberg i. Pr. berufen, wo er 1793 Assessor bei der ostpreußischen Kriegs- und Domänenkammer wurde, 1798 zum Konsistorialrat und 1801 zum Kanzler und Rektor der Albertus-Universität Königsberg bestellt wurde. 1802 wurde er an die Friedrichs-Universität Halle versetzt und als deren Kanzler und Rektor zum Geh. Justizrat ernannt.
Nach Einverleibung von Stadt und Universität in das Königreich Westphalen 1808 legte er alle Ämter nieder. 1809 wurde er zum Rat am Oberappelationssenat des Kammergerichts ernannt. Bei Gründung der Friedrich-Wilhelms-Universität Berlin wurde er Ordinarius und erster Rektor der neuen Hochschule. Sein Nachfolger war Johann Gottlieb Fichte.

### Kritisierter Kritiker
Bis zu diesem Zeitpunkt war er außerhalb seines Fachbereichs wenig in Erscheinung getreten. Das änderte sich 1815, als er unter dem Vorwand, eine ihn persönlich betreffende biografische Notiz in der Venturinischen Chronik zu verbessern, eine Flugschrift erscheinen ließ, in der er sich über die in Deutschland angeblich bestehenden Geheimbünde nach Art des Tugendbundes verbreitete, ihre seiner Ansicht nach finster-revolutionäre Gesinnung und moralische Verkommenheit. Eine Schrift, die „den Stempel der Demagogenriecherei und des Wunsches, die eigene Loyalität herauszustreichen, deutlich an der Stirne trug“. Damit nicht genug, versandte Schmalz sein Werk direkt an mehrere deutsche Regierungen.
Er hatte wohl die Stimmung falsch eingeschätzt, denn die Reaktionen auf seine Schrift waren heftig. Unter anderem hatte er behauptet, „der Freiheitskampf gegen Napoleon sei nicht infolge der sogenannten Begeisterung, sondern nur durch das Pflichtgefühl des Volkes geführt worden, welches gehorsam auf den Ruf des Fürsten hin zu den Waffen gegriffen habe: ‚Alles eilte zu den Waffen, wie man aus ganz gewöhnlicher Bürgerpflicht zum Löschen einer Feuersbrunst beim Feuerlärm eilt.‘ Dies einem Schill, einem Blücher, einem Heer, das zum überwiegenden Teil aus Freiwilligen bestanden hatte. War es ein Wunder, wenn deutsche Studenten, die freiwillig den Feldzug mitgemacht hatten, auf der Wartburg diese bodenlose Gemeinheit den Flammen übergaben?“ Nicht nur wurde seine Schrift auf dem Wartburgfest 1817 zusammen mit anderen Paraphernalien der Reaktion und des reaktionären Preußentums verbrannt, er sah sich auch einer sachlich und formal überlegenen Kritik ausgesetzt, u. a. von Männern wie Barthold Georg Niebuhr, Friedrich Schleiermacher, Wilhelm Traugott Krug, Friedrich Christoph Förster und Ludwig Wieland. Der Auseinandersetzung nahm schließlich solche Ausmaße an, dass ihr Ende durch eigene königliche Verordnung vom 6. Januar 1816 herbeigeführt werden musste, mit der die Polemik und jede weitere Publikation zum Thema Geheimbünde verboten wurden.
Zwar erhielt Schmalz kurz darauf einen Orden des Königs von Württemberg und den Roten Adlerorden (wobei insbesondere bei der ersten Auszeichnung unterstellt werden konnte, dass es sich um die Belohnung eines Denunzianten handelte), doch insgesamt ging er aus dem Kampf besiegt und beschädigt hervor.

### Freimaurer
Man sagte ihm nach, im weiteren Verlauf seines Lebens sich durch Freundlichkeit, Urbanität und Mildtätigkeit ausgezeichnet und zu dessen Ende hin sich dem Pietismus angenähert zu haben. Er trat 1779 der Freimaurerloge Zum goldenen Zirkel in Göttingen bei und war später lange Zeit Redner der Loge Zu den drei Kronen in Königsberg i. Pr. Nachdem er zwischen 1806 und 1808 Meister vom Stuhl der Hallenser Loge Zu den drei Degen war, übernahm er dieses Amt ab 1808 in der Loge Zum flammenden Stern in Berlin und 1809 Mitglied des altschottischen Bundesdirektoriums der Großen National-Mutterloge „Zu den drei Weltkugeln“. 1814 trat er zur Großen Landesloge von Deutschland über und wurde dort Großredner und Logenmeister der Loge Pegase in Berlin.

### Tod und Grabstätte
Theodor Schmalz starb 1831 im Alter von 71 Jahren in Berlin. Beigesetzt wurde er auf dem Friedhof der Dorotheenstädtischen und Friedrichswerderschen Gemeinden an der Chausseestraße. Das Grab ist nicht erhalten.

## Werke
- Encyclopaedie des gemeinen Rechts. Zum Gebrauch academischer Vorlesungen. Friedrich Nicolovius, Königsberg 1790 (eingeschränkte Vorschau in der Google-Buchsuche [abgerufen am 27. November 2019]).
- Das reine Naturrecht. Königsberg 1792
- Handbuch des römischen Privatrechts. Königsberg 1793
- Das natürliche Staatsrecht / Von Theodor Schmalz, D. Professor der Rechte in Königsberg. Königsberg 1794
- Berichtigung einer Stelle in der Bredow-Venturinischen Chronik für das Jahr 1808. Berlin 1815 (Digitalisat)
- Ueber politische Vereine. Berlin 1815
- Ueber des Herrn B. G. Niebuhr's Schrift wider die meinige, politische Vereine betreffend. Berlin 1816
- Letztes Wort über politische Vereine. Berlin 1816
- Lehrbuch des teutschen Privatrechts; Landrecht und Lehnrecht enthaltend / Vom Geheimen Rath Schmalz zu Berlin. Berlin 1818
- Vorläufiges Reglement für die Universität zu Berlin bis nach Publication ihrer Statuten. Faksimile der Originalausgabe Berlin 1810. – Berlin : Universitätsbibliothek der Humboldt-Univ. zu Berlin, 1995. – 5 ungez. Bl. Holdings:HUB50.ZB011
- Rede am Geburtstagsfeste des Königs als am 3. Aug. 1811 die Königl. Universität zu Berlin sich zum ersten Male öffentlich versammelte. – Berlin : J. E. Hitzig in Comm. 1811, 33, S. 8°